# Kiyoshi Kuromiya
Kiyoshi Kuromiya (9 de mayo de 1943-10 de mayo de 2000) fue un autor estadounidense de origen japonés y activista de los derechos civiles, la lucha contra la guerra, la liberación gay y el VIH/SIDA. Nacido en Wyoming, en el campo de internamiento de japoneses estadounidenses de la época de la Segunda Guerra Mundial conocido como Heart Mountain, Kuromiya se convirtió en ayudante de Martin Luther King Jr. y en un destacado opositor a la guerra de Vietnam durante la década de 1960.

## Primeros años
Kiyoshi Kuromiya nació el 10 de mayo de 1943 en Wyoming, en el campo de concentración de Heart Mountain, donde su familia había sido trasladada desde Monrovia, California, donde Kuromiya creció. Los padres de Kuromiya nacieron en California y, tras 15 años de vivir en Monrovia y un año entre Arizona y Nevada en 1961, Kuromiya decidió dejar la costa oeste para ir a la universidad en Filadelfia a estudiar en la Universidad de Pensilvania. Kuromiya califica su propia motivación para trasladarse a Filadelfia en 1961 como debida únicamente al nombre de "Ciudad del Amor Fraternal", y el activismo de Kuromiya comenzó realmente en la década de 1960, cuando se involucró en la organización de los derechos civiles.
Kiyoshi Kuromiya salió del armario como gay ante sus padres cuando tenía unos 8 o 9 años y vivía en California, y dice que era bastante activo sexualmente. Kuromiya, que se hacía llamar Steve en lugar de Kiyoshi en aquella época, a principios de los años 50, mencionó en una entrevista con Tommi Mecca en 1983 que no conocía la terminología debido a la falta de literatura: nunca había oído la palabra gay y no sabía lo que era un homosexual. Por ello, Kuromiya recurrió a la Biblioteca Pública de Monrovia para aprender más sobre la identidad que sabía que "era muy importante para él".
Kuromiya era un estadounidense de origen japonés de tercera generación y creció asistiendo principalmente a escuelas caucásicas en los suburbios de Los Ángeles, dice en una entrevista con Marc Stein en 1997. Fue detenido en un parque público con un chico de 16 años cuando sólo tenía 9 o 10 años por actos de lascivia y fue internado en un centro de menores durante tres días como castigo. Kuromiya menciona en su entrevista con Stein cómo el hecho de haber sido detenido le hizo sentirse como una especie de delincuente sin saberlo, y le dejó un sentimiento de vergüenza que le obligó a mantener en secreto su vida sexual, incluso desde muy pronto.

## Activismo estudiantil
Kuromiya empezó a estudiar en la Universidad de Pensilvania en septiembre de 1961 como uno de los seis becarios nacionales Benjamin Franklin; formaba parte de una gran beca que cubría casi todos los gastos asociados a la asistencia. Kiyoshi decidió estudiar arquitectura, al considerar que era un campo que abarcaba diversos ámbitos humanísticos, y se inspiró en Louis Kahn, que también asistió a Penn y fue profesor de arquitectura en la Escuela de Diseño. La creciente implicación de Kuromiya en actividades relacionadas con los derechos humanos durante los primeros años de la década de 1960 se debió en gran medida a su orientación sexual y a su sensación de que la Universidad de Pensilvania era muy hermética.
La primera manifestación antibélica de Kuromiya tuvo lugar en 1962 con la manifestación de Apoyo a Grinnell contra la reanudación de las pruebas nucleares; él y otro estudiante de la Ivy League en Columbia hicieron un piquete a través de una ventisca de nieve durante dos días después de ayunar durante dos días. En la Universidad de Pensilvania, Kuromiya fue el instigador de la mayor manifestación contra la guerra en la historia de Pensilvania, con la asistencia de 2.000 personas. Kiyoshi imprimió y colocó folletos de un grupo ficticio llamado Americong que decía que habría un perro inocente quemado con napalm frente a la biblioteca de Penn en protesta por el uso de napalm en la guerra de Vietnam. En los días previos a la manifestación se produjeron importantes reacciones, y el alcalde y el jefe de policía declararon que quienquiera que perpetrara la protesta iría a la cárcel durante un tiempo considerable. El día de la protesta, Kuromiya repartió folletos que decían: "Enhorabuena, habéis salvado la vida de un perro inocente. ¿Qué hay de los cientos de miles de vietnamitas que han sido quemados vivos?".

## Participación en los derechos civiles
Kuromiya comenzó realmente su activismo en serio durante su primer año en Penn, en 1962, participando en las sentadas del Congreso de Igualdad Racial (CORE) de Maryland. Kuromiya asistió no muy lejos de Martin Luther King Jr. durante su discurso "Tengo un sueño" y conoció a King junto con el reverendo Ralph Abernathy y James Baldwin más tarde esa noche. Después de reunirse con el Dr. King mientras se encontraba en la marcha sobre Washington en 1963, Kuromiya continuó trabajando estrechamente con el reverendo durante todo el movimiento por los derechos civiles.
En 1965, Kuromiya y otros activistas tomaron el Independence Hall de Filadelfia (Pensilvania), llamándolo Hotel de la Libertad, en apoyo de las personas heridas en el puente Pettus de Selma durante la marcha por los derechos civiles de Selma a Montgomery (Alabama). Una semana más tarde, el 13 de marzo de 1965, después de volar hacia el sur, Kuromiya fue agredido por la policía junto con el Dr. King, el reverendo Fred Shuttlesworth y James Forman mientras ayudaba a un grupo de estudiantes negros de secundaria a registrarse para votar en el edificio del capitolio estatal en Montgomery, Alabama. Kuromiya fue hospitalizado y la policía lo acordonó, pero al día siguiente se enfrentó al presidente del condado por el incidente, recibiendo una disculpa a la que King se refirió como la primera vez que un oficial sureño se disculpaba por haber herido a un trabajador de los derechos civiles. También recibieron una declaración firmada por Kuromiya y King del sheriff en la que se disolvía el pelotón de voluntarios del sheriff -el mismo que el Consejo de Ciudadanos Blancos o K.K.K.- que agredió a Kuromiya. Kuromiya incluso se hizo tan amigo del Dr. King y de su familia que ayudó a cuidar a los hijos de King en Atlanta tras su asesinato durante la semana del funeral en 1968.

## Manifestaciones contra la guerra
Además de atraer engañosamente a 2.000 personas a la biblioteca de Penn en su infame manifestación contra la guerra, Kuromiya estuvo muy involucrado en el movimiento antibélico durante los primeros años de su carrera como activista. Los días 20 y 21 de octubre de 1967, Kuromiya se unió a una gran manifestación organizada por Abbie Hoffman que intentó hacer levitar el edificio del Pentágono uniendo las manos a su alrededor en una protesta artística. Al fracasar, Kiyoshi se unió a otros manifestantes para tomar y quemar barricadas de la policía para hacer hogueras a lo largo de El Pentágono. Al año siguiente, Kiyoshi creó carteles para distribuirlos por correo bajo el nombre de Dirty Linen Corporation en los que aparecía Bill Greenshields sonriendo mientras quemaba su tarjeta de reclutamiento con las palabras "FUCK THE DRAFT" en letras enormes. Ese mismo año, Kuromiya fue detenido por los alguaciles federales y el Servicio Secreto por utilizar el sistema de correo de EE. UU. para su cartel indecente e incitador al crimen. Kuromiya, a pesar del peligro que entrañaba, persistió en distribuir 2.000 copias del cartel en la convención demócrata en el hotel Conrad Hilton de Chicago, que estaba rodeado de ametralladoras y camiones con alambre de espino como consecuencia de los disturbios de la policía de Chicago.

## Lucha por la liberación gay
Además de la participación de Kuromiya en el movimiento por los derechos civiles y contra la guerra, Kiyoshi fue muy activo en el movimiento de liberación gay. De hecho, Kuromiya salió oficialmente del armario como gay el 4 de julio de 1965, en la primera protesta del Recordatorio Anual que tuvo lugar en el Independence Hall. Hubo manifestaciones similares en Washington D. C. y Nueva York, y la protesta de Filadelfia reunió a un total de 12 activistas. La protesta Annual Reminder se celebró durante cinco años, hasta 1969, y fue la primera vez de la que se tiene constancia en la que los individuos se reunieron públicamente para pedir la igualdad de derechos para los homosexuales.
Kuromiya cofundó el Frente de Liberación Gay (GLF) en 1969 tras los disturbios de Stonewall en 1969 con Basil O'Brien, a quien conoció más tarde mientras asistía a una reunión de la Liga de Acción Homófila en Filadelfia. Kuromiya describe la idea de la liberación gay como una especie de concienciación masculina que servía para ayudar a los individuos a lidiar con el aislamiento que sentían como resultado de su identidad sexual. El GLF de Filadelfia contaba con una importante proporción de afroamericanos, latinos y asiáticos, aunque en 1969 sólo eran un pequeño grupo de una docena. No obstante, el GLF era más radical que algunas de sus organizaciones homólogas que se formaron después de Stonewall. Bajo el liderazgo de Kuromiya, el GLF reclutó a una gran variedad de personas y se solidarizó con grupos como el Partido de la Pantera Negra y los Young Lords. Kuromiya incluso recibió apoyo para la lucha de liberación gay cuando representó al GLF como delegado abiertamente gay en la Convención del Partido de las Panteras Negras de 1970 en la Universidad de Temple. En 1970, Kuromiya asistió a Rebirth of Dionysian Spirit, una conferencia nacional de liberación gay en Austin, Texas, una experiencia que cambió su forma de ver la lucha por la liberación gay en algunos sentidos. En 1972, Kiyoshi creó la primera organización gay en el campus de la Universidad de Pensilvania, Gay Coffee Hour, que se reunía todas las semanas en el campus, estaba abierta a los no estudiantes y servía como espacio alternativo a los bares gay para personas homosexuales de todas las edades.

## Batalla contra el sida
Kuromiya comenzó a trabajar seriamente en el movimiento contra el sida una vez que comenzó la epidemia de sida en Estados Unidos a principios de la década de 1980. Kiyoshi se implicó sobre todo en ACT UP (la Coalición contra el Sida para Desatar el Poder), de la que fundó la sección de Filadelfia. Después de que le diagnosticaran el sida en 1989, el trabajo de Kuromiya se intensificó. Kiyoshi abordó su trabajo con el lema "La información es poder" y se formó en los temas relacionados con el sida hasta el punto de ser invitado a participar en paneles de terapias alternativas de los Institutos Nacionales de Salud. Creó las Normas de Atención de ACT UP, que fueron las primeras de su tipo para personas con VIH elaboradas por personas con sida.
Kuromiya también fundó el boletín Critical Path, que envió a miles de personas de todo el mundo, así como a cientos de personas encarceladas que no tenían acceso a información sobre el sida. Además, convirtió el boletín Critical Path, uno de los primeros recursos sobre el tratamiento del VIH a disposición del público, en uno de los primeros sitios web de Internet, lleno de la información más reciente sobre el VIH/SIDA. A partir de ahí, el sitio se convirtió en el anfitrión del proyecto Critical Path AIDS, a través del cual Kuromiya operaba una línea telefónica de 24 horas para cualquier persona que buscara su ayuda y proporcionaba Internet gratis a cientos de personas con VIH en Filadelfia.

## Litigios de impacto
A finales de la década de 1990, Kuromiya participó en varios casos de litigios de impacto con éxito. Kiyoshi acudió al Tribunal Supremo en 1997 para ampliar los derechos de libertad de expresión a la protección de la circulación de información sexualmente explícita sobre el sida en Internet, lo que llevó al tribunal a anular la Ley de Decencia en las Comunicaciones. En 1999, Kuromiya también participó en la demanda colectiva Kuromiya vs The United States of America, en la que presentó sus argumentos a favor de la legalización de la marihuana para uso médico de los enfermos de sida. Kuromiya también dirigió un club de compradores de marihuana como activista de la marihuana medicinal y sirvió a unas docenas de clientes con SIDA en el área de Filadelfia con marihuana gratuita.

## Vida personal y fallecimiento
En 1983, Kiyoshi visitó con su madre el campo de reubicación para japoneses-estadounidenses de Heart Mountain, lo que recuerda como una experiencia formativa para él como activista. Kuromiya sobrevivió a una batalla contra el cáncer de pulmón a mediados de la década de 1970 y poco después se hizo muy amigo del tecnofuturista Buckminster Fuller, con el que estuvo de gira por el país durante unos cinco años, hasta su muerte en 1983. Kuromiya colaboró en los seis últimos libros de Fuller y escribió su último libro póstumo en 1992. Lo más destacado es que ayudó al científico con "Critical Path", un influyente libro de 1981 sobre el potencial de la tecnología para mejorar el mundo. Kuromiya también fue un jugador de Scrabble de rango nacional.
Kuromiya falleció en el año 2000 por complicaciones de un cáncer a la edad de 57 años, aunque inicialmente se informó de que su muerte se debía a complicaciones del SIDA.